# 티거 무비
티거 무비(영어: The Tigger Movie)는 2000년에 개봉한 곰돌이 푸의 2번째 극장판이다. 또한 곰돌이 푸 극장판 중에서 최고 흥행작이기도 하다. 본래는 비디오 영화로 출시할 예정였지만 극장 개봉으로 변경되었다. 티거 무비부터 티거의 성우가 폴 윈첼에서 짐 커밍스로 바뀐다.

## 줄거리
백 에이커 숲의 어느 가을날, 티거는 함께 튀어 오를 사람을 찾지만, 친구들은 다가오는 겨울을 준비하느라 바쁘다는 것을 알게 된다. 놀이 친구를 찾는 동안, 티거는 실수로 바위를 사용하여 이요르의 집을 파괴한다. 티거는 복잡한 점프를 사용하여 친구들이 바위를 제거하는 것을 돕지만, 그의 행동은 래빗의 기계식 도르래 시스템을 파괴하는 결과를 낳는다. 그의 무모한 행동에 대해 무리에게 꾸중을 들은 티거는 따돌림을 받는다고 느끼기 시작한다. 티거의 가장 친한 친구인 루는 티거의 슬픔을 보고 그에게 가족이 있는지 묻는다. 티거는 그 개념에 매료되어 자신의 가족을 찾기로 결심하고, 마침내 비슷한 무리 속에 있기를 바란다.
아울의 조언을 오해한 티거와 루는 티거의 가족 나무를 찾기 시작한다. 그들은 그것이 줄무늬가 있고 많은 티거들이 있는 거대한 나무라고 믿는다. 수색이 실패한 후, 루는 티거에게 가족에게 편지를 쓰라고 제안하고, 티거는 그렇게 한다. 그는 바람이 편지를 날려 가족에게 닿기를 바라지만, 며칠을 기다려도 답장이 없자 희망을 잃기 시작한다. 티거의 친구들은 동정적으로 그에게 편지를 쓰기로 결정하고 "너의 가족"이라고 서명한다. 편지를 받은 티거는 자신의 가족이 자신을 방문할 것이라고 착각하고 준비를 위해 큰 파티를 조직한다. 티거에게 편지에 대한 진실을 말할 수 없었던 루는 친구들에게 티거로 변장하고 파티에 참석하도록 권한다.
티거의 친구들은 나중에 그의 집에 도착한다. 그는 친구들의 변장에 속아 넘어가지만, 루의 마스크가 이전에 티거의 복잡한 점프를 흉내 내려고 시도하다가 실패한 후 벗겨진다. 친구들의 속임수에 배신감을 느낀 티거는 눈보라 속으로 실제 가족을 찾아 나선다. 이에 친구들은 그를 뒤쫓는다. 티거는 마침내 눈으로 하얗게 줄무늬가 생긴 거대한 나무를 발견하고, 그것이 자신이 찾던 가족 나무라고 확신하지만, 아무도 없다는 사실에 슬퍼한다. 티거의 친구들은 그를 집으로 돌아오도록 설득하려 하지만, 그들 사이의 말다툼으로 인해 눈사태가 발생한다. 티거는 친구들을 높은 곳으로 데려가지만, 눈이 그를 쓸어버리기 전에 자신을 구하지 못한다. 티거의 복잡한 점프를 기억한 루는 성공적으로 점프를 수행하고 티거를 구한다. 눈사태가 가라앉은 후, 일행은 편지를 자신들이 썼다는 사실을 밝히고, 티거는 자신의 친구들이 진정한 가족임을 깨닫고, 나중에 그들을 기리기 위해 새로운 파티를 연다.

## 출연진
- 설영범 - 티거(짐 커밍스)
- 이윤선 - 푸(짐 커밍스)
- 이재명 - 피글렛(존 피들러)
- 탁원제 - 토끼(켄 샌섬)
- 이호인 - 이요르(피터 컬런)
- 유동현 - 올빼미(앤드리 스토이카)
- 박상일 - 해설(존 허트)